# Christina Zurfluh
Christina Zurfluh (* 15. April 1961 in Goldau im Kanton Schwyz) ist eine Schweizer Künstlerin mit Bürgerort Attinghausen. Ihr Werk umfasst sowohl Malerei, Textil- und Objektkunst, abstrakte Materialbilder, Skulpturen, Installationen, Fotografie und Zeichnungen. Sie lebt und arbeitet seit 1995 als freischaffende Künstlerin in Wien und Zürich.

## Leben
Zurfluh studierte von 1989 bis 1994 an der Universität für Angewandte Kunst in Wien. In den Jahren von 2008 bis 2011 war sie Vizepräsidentin der Secession in Wien und von 2010 bis 2011 Professorin an der Internationalen Sommerakademie für Bildende Kunst Salzburg.

## Werk
Zurfluh hat sich mit Acrylbildern einen Namen gemacht, «deren Malprozess über Schichtungen, Aufbrechen der Bildoberfläche und Hinzufügen von dabei anfallendem Farbmaterial führt und als Farbobjekte wahrgenommen werden».

«Das Bild wird zum Objekt, der Bildraum zum Bildkörper. Es gibt kein Eindringen, sondern die Werke treten uns entgegen, strahlen aus mit einer irritierenden Präsenz und einer totalen Differenz von Innen und Aussen, vom Bild und Umgebung.»

Das Farbtagebuch 1996–2012 dokumentiert den von Zurfluh zwischen 1996 und 2012 entwickelten Prozess der Schichtmalerei, die zwischen 50 und 60 Schichten aufweist. Die Farbe jeder Schicht wird festgehalten und mit einer Nummer versehen, so dass die Farben geortet und in späteren Arbeitsschritten aus den tieferen Schichten hervorgeholt werden können. Dabei sind die Aufzeichnungen selbst Malereien und Zeichnungen, die wiederum den Prozess zum Thema machen. Zurfluh fertigt zudem Objekte und Skulpturen sowie Zeichnungen mit Tusche, Markern und Bleistift an.

## Ausstellungen

### Einzelausstellungen (Auswahl)
- 1996: Christina Zurfluh: Malerei, Zeichnungen; 19. April – 18. Mai 1996, Galerie im Traklhaus, Salzburg[8]
- 1996: Galerie Bau Holding AG, Klagenfurt[5]
- 1997: Christina Zurfluh, Galerie Brigitte Weiss, Zürich[5]
- 1998: flow, Galerie Brigitte Weiss, Zürich[7]
- 1999: information decade, Galerie Mezzanin, Wien[9]
- 2000: Galerie Brigitte Weiss, Zürich[10]
- 2002: Christina Zurfluh – the thin blue line, Galerie Mezzanin, Wien[11]
- 2003: Galerie Schloss Mondsee, Mondsee[5]
- 2003: hulfruz, Galerie Brigitte Weiss, Zürich[5]
- 2004: Christina Zurfluh. New Faces – New Forces, Galerie Mezzanin, Wien[12]
- 2004: kanone, Gruppe Österreichische Guggenheim, Wien[5]
- 2005: Christina Zurfluh – flätthüntschsauft, Neue Galerie Graz[13]
- 2006: Christina Zurfluh – ghostpainting, Galerie Brigitte Weiss, Zürich[14]
- 2007: Christina Zurfluh – new forces – new faces, Kunstraum Kreuzlingen, Kreuzlingen[15][16]
- 2008: Christina Zurfluh – new realism, Galerie Mezzanin, Wien[17]
- 2012: In Bluete, Galerie Mathias Güntner, Hamburg[18]
- 2012: Viennafair The New Contemporary, mit Galerie Mezzanin, Wien[5]
- 2013: Galerie Anna Wenger, Zürich[19]
- 2014: Christina Zurfluh, Darling Foundry, Montreal[19]
- 2014: Christina Zurfluh – Shed, Strabag Kunstforum, Wien[5]

### Gruppenausstellungen (Auswahl)
- 1986: Kunstszene Schwyz, Goldau[20]
- 1995: Unveiled Painting, Kunstraum Wien, Wien[21]
- 1996: abstrakt/real, Museum Moderner Kunst Stiftung Ludwig Wien, Wien[22]
- 1997: a box is a box is a box, Sargfabrik, Wien[23]
- 1997: Jubilämsausstellung, Lentos Kunstmuseum Linz (ehemalige Neue Galerie der Stadt Linz), Linz[23]
- 1997: Jahresausstellung, Salzburger Kunstverein, Salzburg[23]
- 1999: de Coraz(i)on, Tecla Sala, L’Hospitalet, Barcelona[24]
- 1999: Photo Graphic’s, Austrian Embassy, Washington[23]
- 2000: Das Gedächtnis der Malerei, Aargauer Kunsthaus, Aarau[23]
- 2000: Dive in, Kunsthalle Luzern (ehemals Kunstpanorama), Luzern[23]
- 2000: new austrian spotlight – Contemporary Art in Austria, Marmara-Universität, Istanbul[5]
- 2000: Kampfzone, Ottakringerstrasse 20, Wien[17]
- 2001: Art from Austria, contemporary paintings, Abu Dhabi[5]
- 2001: Positionen – Malerei in Österreich, Kunsthalle Attersee, Attersee[25]
- 2002: ten years after (zusammen mit Bernhard Fruehwirth), Galerie 422, Gmunden[5]
- 2002: Volpinum, Wien[5]
- 2002: Preview III, Galerie Brigitte Weiss, Zürich[5]
- 2002: Musik, Ausstellungsraum im WUK, Wien[5]
- 2003: Volpinum, Wien[5]
- 2003: Jahresausstellung 2003, Kunstmuseum Luzern, Luzern[26]
- 2004: Paula’s home, Lentos Kunstmuseum, Linz[27]
- 2004: Farb, Kunstpanorama, Luzern[5]
- 2005: Die Ortung der Natur, Offenes Kulturhaus Oberösterreich, Linz[17]
- 2007: Top of Central Switzerland, Kunstmuseum Luzern[28]
- 2008: Variation 1, Wiener Konzerthaus, Wien[5]
- 2009: Secession Wichtelgasse, Wien[17]
- 2010: Malerei: Prozess und Expansion, Museum moderner Kunst Stiftung Ludwig, Wien[1]
- 2012: Abstraction/Figuration. Austrian Contemporary Art, Strabag Artforum, Sotschi Art Museum[19]
- 2013: Swiss Art Award Exhibition 2013 (in Zusammenarbeit mit Art Basel 2013), Messe Basel, Basel[5]

## Auszeichnungen und Stipendien
- 1996: Auszeichnung mit dem Vorläufer des heutigen Strabag Artaward International, dem Kunstförderungspreis der Bau Holding AG, Klagenfurt[5]
- 1997: Werk- und Atelierstipendium der Stadt Zürich, Helmhaus, Zürich[5]
- 2001: Staatsstipendium für Bildende Kunst in Österreich[5]
- 2003: Zentralschweizerischer Kunstpreis, Kunstmuseum Luzern[5]
- 2003: Cantrade Kunstpreis, Zürich[5]
- 2005: New York Stipendium für Kulturschaffende des Kantons Schwyz – Zug[5]
- 2007: Preis der Stiftung Thyll-Dürr[5]

## Publikationen
- Christina Zurfluh: Malerei, Zeichnungen. 19. April – 18. Mai 1996, Galerie im Traklhaus. Amt d. Salzburger Landesregierung, 1996.[8]
- Christina Zurfluh: Farbtagebuch 1996 – 2012. Passagen Verlag, Wien 2014, ISBN 978-3-7092-0148-0.[4]

## Rezeption
Madeleine Schuppli beschreibt Christina Zurfluhs Werk im Rahmen einer Einzelausstellung in der Galerie Brigitte Weiss im Jahre 1998 folgendermassen:

«Ihre künstlerische «Nische» hat sie nicht nur durch die eigene Technik gefunden. Ihre Werke nehmen auch in ihrer ästhetischen Erlebnishaftigkeit eine ganz eigene Position ein. Die Kleinteiligkeit, die harten Farbkontraste deren Organisation zwischen Muster und Chaos pendelt, lassen das Auge mit enormer Schnelligkeit über die Oberfläche gleiten, das Sehvermögen bis an seine Grenzen fordernd.»